# 布杜奧
36°44′N 3°25′E / 36.73°N 3.41°E

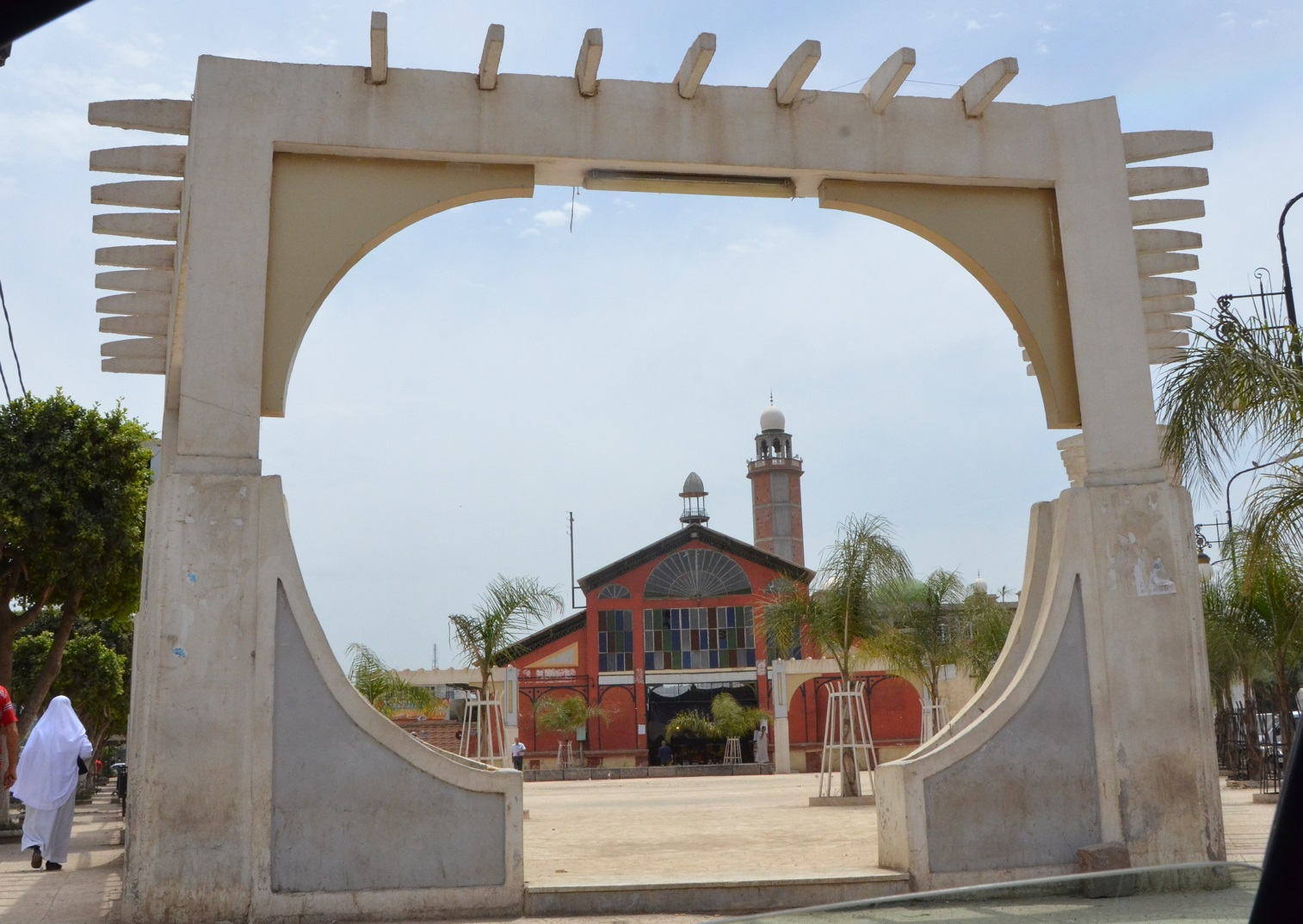
布杜奧的市場入口

布杜奧（阿拉伯语：‎），是阿爾及利亞的城鎮，位於該國北部，由布米爾達斯省負責管轄，是布杜奧區的首府，距離布米爾達斯11公里，海拔高度17米，2008年人口71,238。